# شهرستان القریشیه
ناحیهٔ القریشیة (به عربی: مدیریة القریشیة) یک ناحیه در یمن است که در شهر البیضاء واقع شده‌است.

## خصوصیات
ناحیهٔ القریشیة ۲۹٬۵۲۵ نفر جمعیت دارد.